# Lecane muscicola
Lecane muscicola is een raderdiertjessoort uit de familie Lecanidae. De wetenschappelijke naam van deze soort is voor het eerst geldig gepubliceerd in 1891 door Bryce.